# Heinrich von Srbik
Heinrich Ritter von Srbik, född 10 november 1878 i Wien, död 16 februari 1951 i Ehrwald, Tyrolen, var en österrikisk historiker.
Sbik företrädde en stortysk historieskrivning; hans eftermäle baseras på den storvulna Metternich-biografin (3 delar, 1925-1954)